# Flatruetvägen

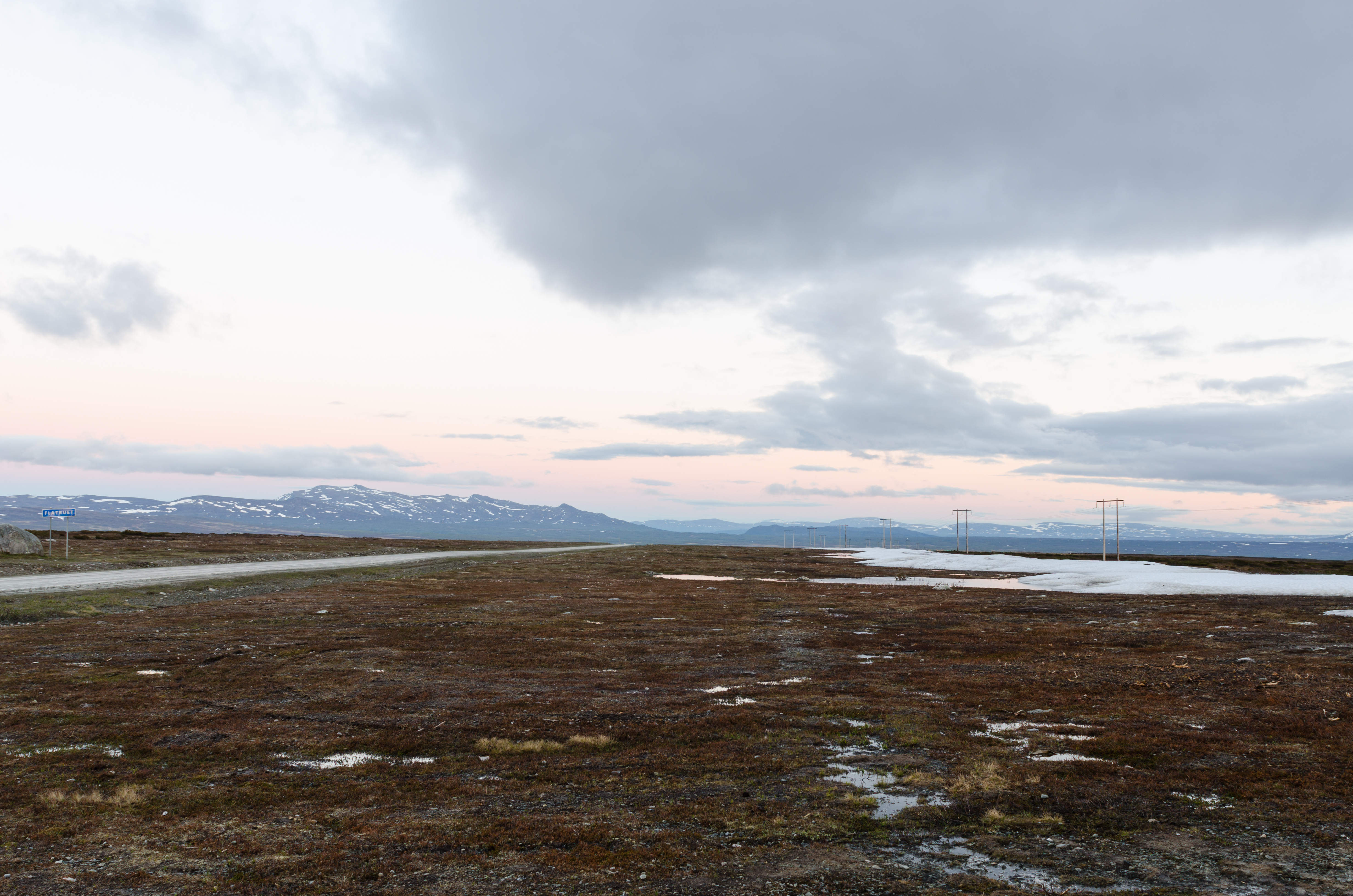
Vägen sedd från den högsta punkten i riktning mot Funäsdalen.

Flatruetvägen (även Länsväg Z 531), över fjället Flatruet i Härjedalen, når som högst 975 meter över havet och är därmed Sveriges högst belägna allmänna väg.  Det är en grusväg.
Flatruetvägen, som förbinder Funäsdalen i söder med Ljungdalen i norr, invigdes den 31 juli 1938. 
Vägen skyltas inte med nummer, men har beteckningen Z 531 hos Trafikverket. Vägen är ofta stängd nattetid och vid hårt väder, och från vägen ges fri utsikt mot fjällvärlden, speciellt norrut mot Helagsfjällen.
Flatruetvägen ansluter till:
- Riksväg 84 vid Funäsdalen
- Länsväg Z 532 vid Kvarnströmmen
- Länsväg Z 533 vid Stranden
- Länsväg Z 534 vid Mittådalen
- Länsväg Z 535 vid Ljungdalen

## Bilder

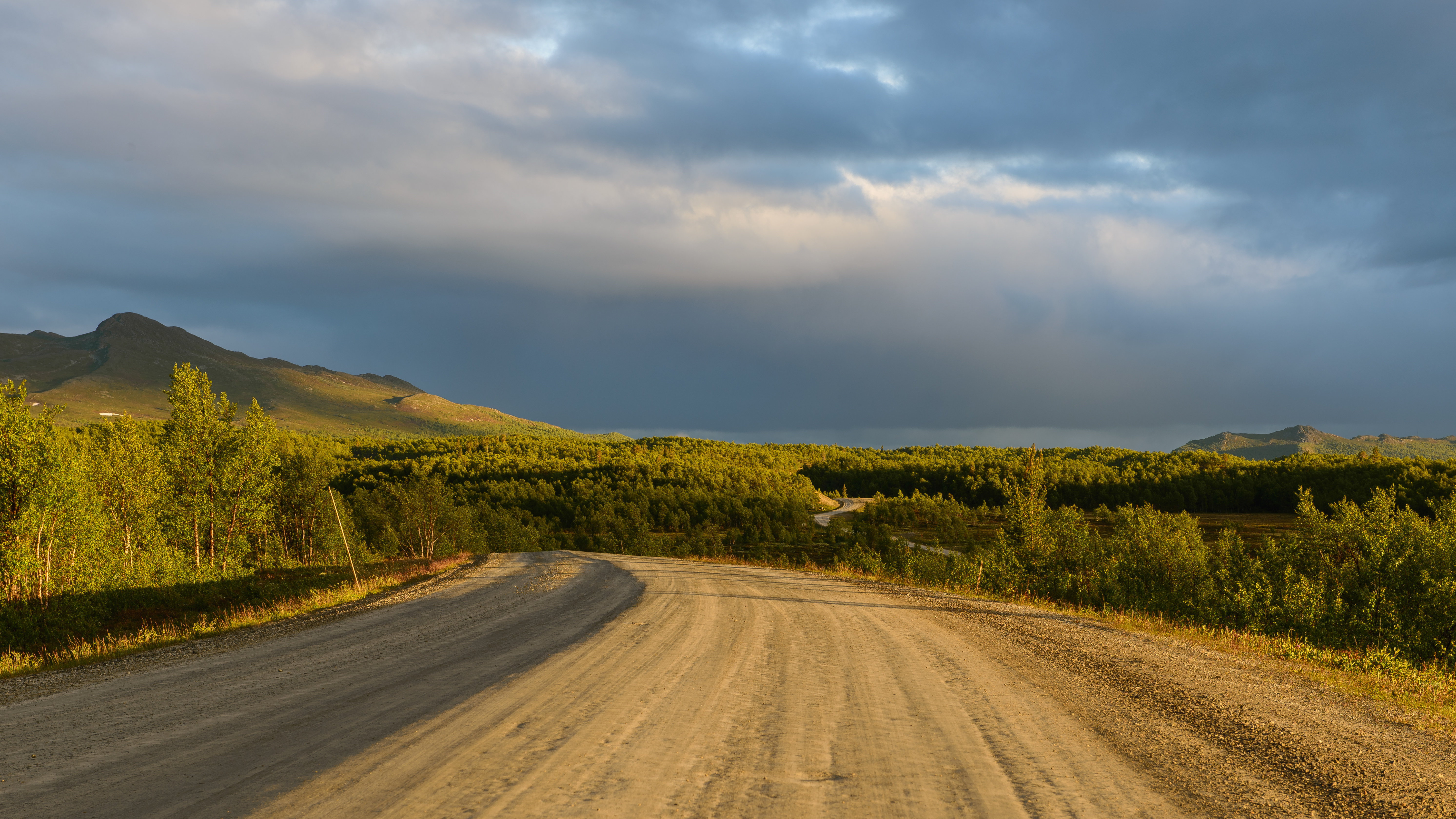
Sträckan mellan Funäsdalen och Mittådalen, vy mot Anåfjället och Funäsdalen.
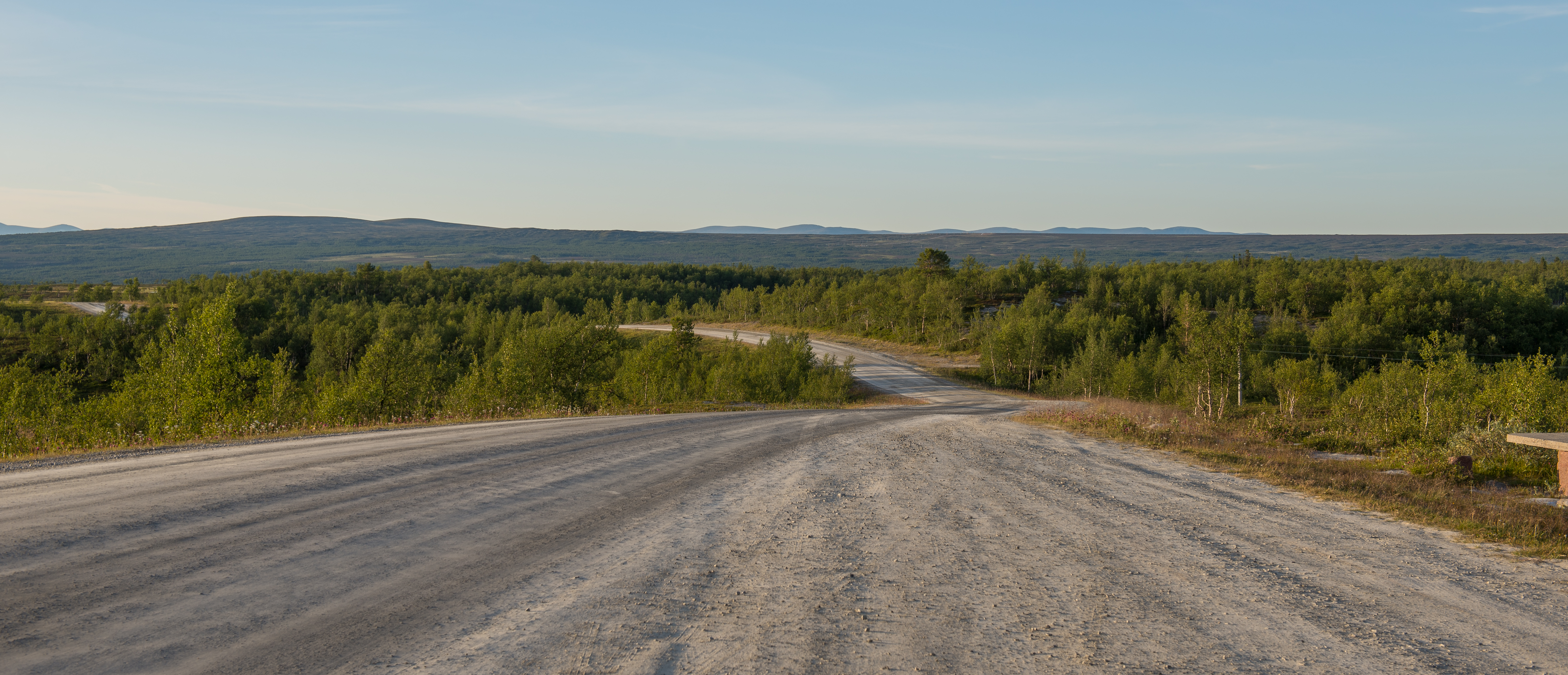
Vy från samma punkt mot Mittådalen och Flatruet.
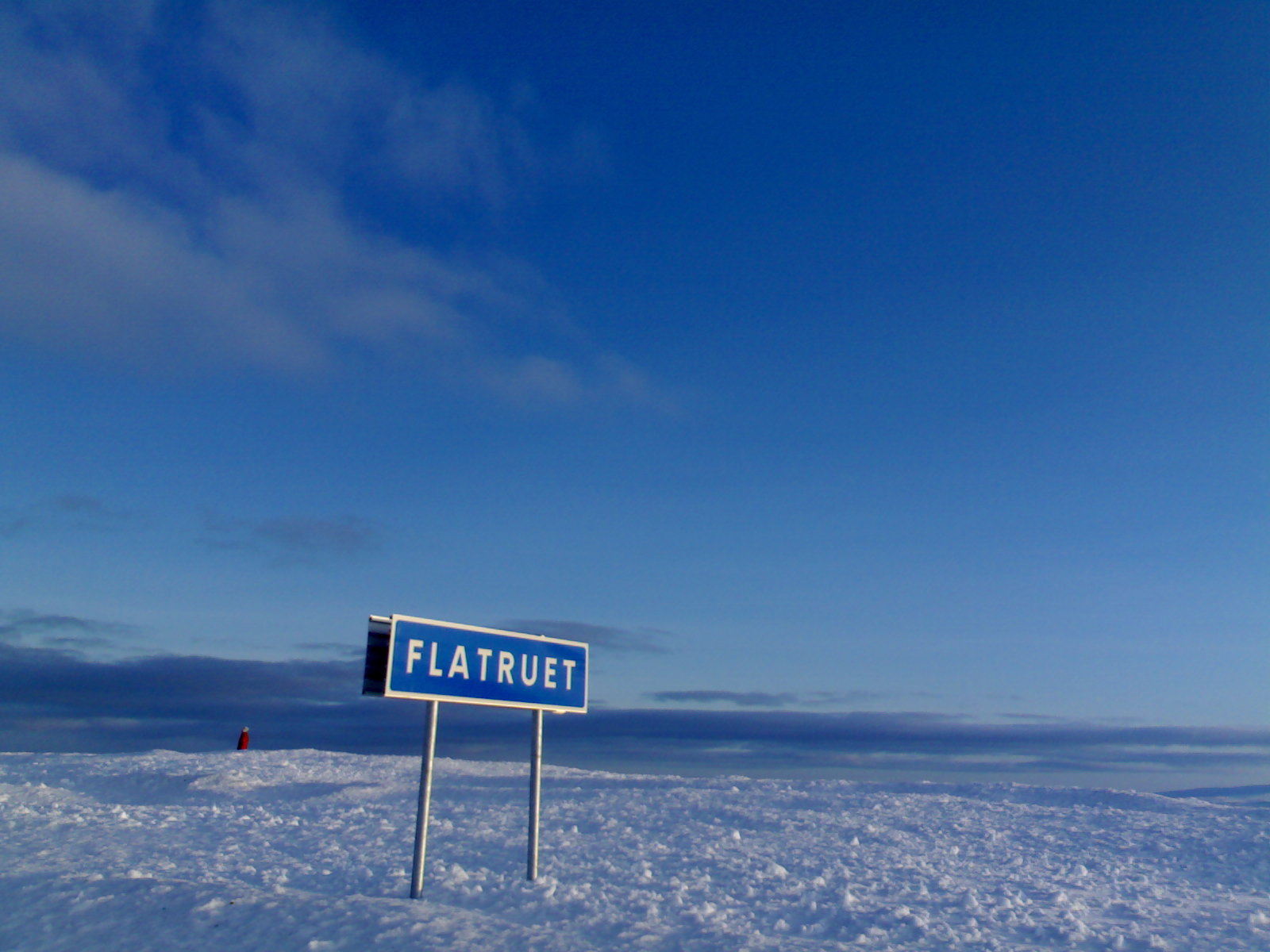
Skylt på Flatruet.
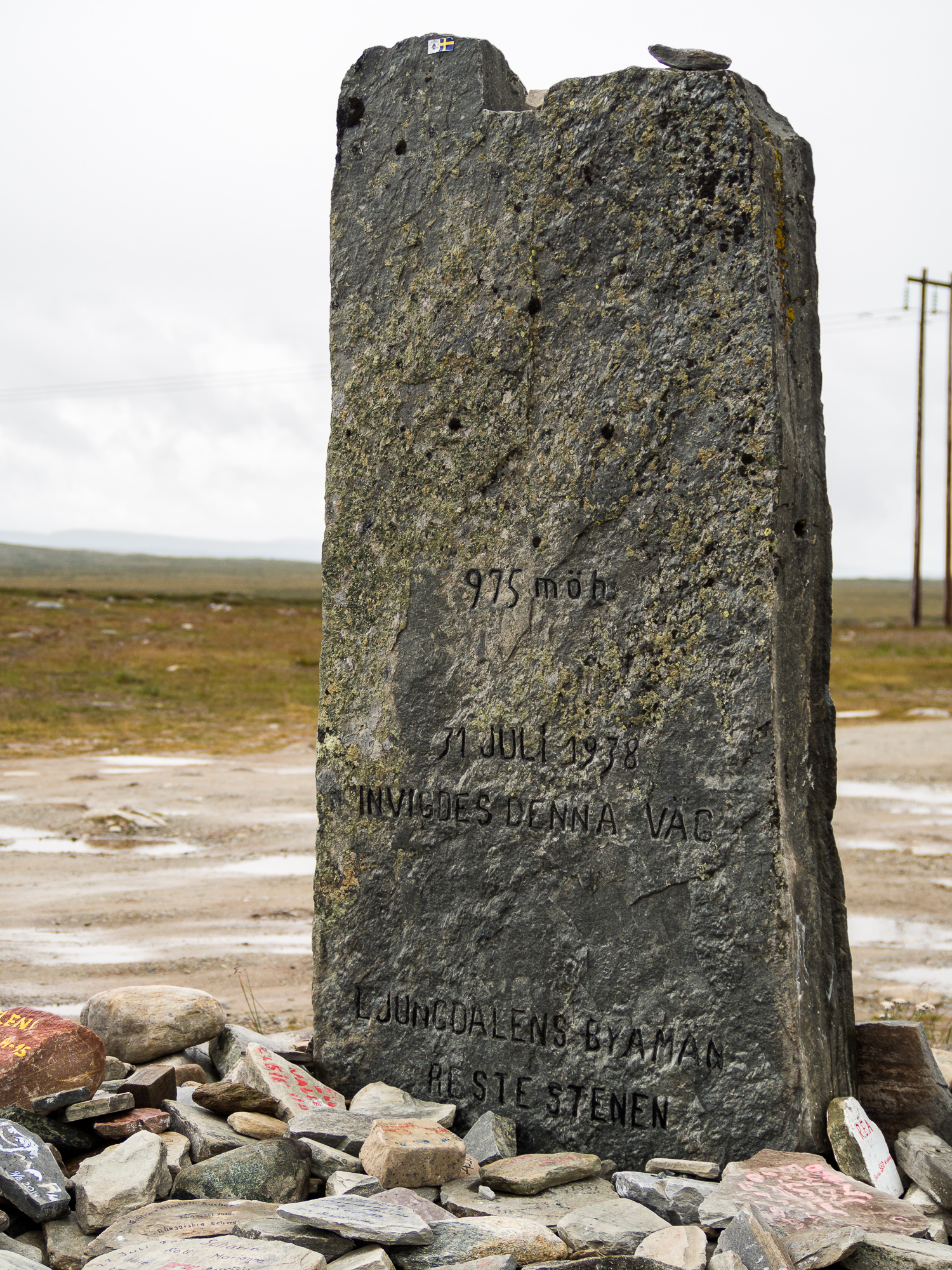
Flatruet, vägsten till minne av vägens invigning.